# Список астероїдів (56501—56600)
| Назва                          | Тимчасове позначення | Дата відкриття | Місце відкриття             | Відкривач                   |
| ------------------------------ | -------------------- | -------------- | --------------------------- | --------------------------- |
| (56501) 2000 GG153             | 2000 GG153           | 6 квітня 2000  | Станція Андерсон-Меса       | LONEOS                      |
| (56502) 2000 GY158             | 2000 GY158           | 7 квітня 2000  | Сокорро (Нью-Мексико)       | LINEAR                      |
| (56503) 2000 GR159             | 2000 GR159           | 7 квітня 2000  | Сокорро (Нью-Мексико)       | LINEAR                      |
| (56504) 2000 GT166             | 2000 GT166           | 5 квітня 2000  | Сокорро (Нью-Мексико)       | LINEAR                      |
| (56505) 2000 GV171             | 2000 GV171           | 2 квітня 2000  | Станція Андерсон-Меса       | LONEOS                      |
| (56506) 2000 GH174             | 2000 GH174           | 5 квітня 2000  | Станція Андерсон-Меса       | LONEOS                      |
| (56507) 2000 GU178             | 2000 GU178           | 4 квітня 2000  | Станція Андерсон-Меса       | LONEOS                      |
| (56508) 2000 HG6               | 2000 HG6             | 24 квітня 2000 | Обсерваторія Кітт-Пік       | Spacewatch                  |
| (56509) 2000 HB7               | 2000 HB7             | 24 квітня 2000 | Обсерваторія Кітт-Пік       | Spacewatch                  |
| (56510) 2000 HT8               | 2000 HT8             | 27 квітня 2000 | Сокорро (Нью-Мексико)       | LINEAR                      |
| (56511) 2000 HE11              | 2000 HE11            | 27 квітня 2000 | Сокорро (Нью-Мексико)       | LINEAR                      |
| (56512) 2000 HH11              | 2000 HH11            | 27 квітня 2000 | Сокорро (Нью-Мексико)       | LINEAR                      |
| (56513) 2000 HY12              | 2000 HY12            | 28 квітня 2000 | Сокорро (Нью-Мексико)       | LINEAR                      |
| (56514) 2000 HM18              | 2000 HM18            | 25 квітня 2000 | Обсерваторія Кітт-Пік       | Spacewatch                  |
| (56515) 2000 HD20              | 2000 HD20            | 27 квітня 2000 | Обсерваторія Кітт-Пік       | Spacewatch                  |
| (56516) 2000 HE20              | 2000 HE20            | 27 квітня 2000 | Обсерваторія Кітт-Пік       | Spacewatch                  |
| (56517) 2000 HU20              | 2000 HU20            | 27 квітня 2000 | Сокорро (Нью-Мексико)       | LINEAR                      |
| (56518) 2000 HZ20              | 2000 HZ20            | 27 квітня 2000 | Сокорро (Нью-Мексико)       | LINEAR                      |
| (56519) 2000 HB21              | 2000 HB21            | 27 квітня 2000 | Сокорро (Нью-Мексико)       | LINEAR                      |
| (56520) 2000 HO21              | 2000 HO21            | 28 квітня 2000 | Сокорро (Нью-Мексико)       | LINEAR                      |
| (56521) 2000 HE22              | 2000 HE22            | 29 квітня 2000 | Сокорро (Нью-Мексико)       | LINEAR                      |
| (56522) 2000 HT24              | 2000 HT24            | 24 квітня 2000 | Станція Андерсон-Меса       | LONEOS                      |
| (56523) 2000 HX25              | 2000 HX25            | 24 квітня 2000 | Станція Андерсон-Меса       | LONEOS                      |
| (56524) 2000 HT27              | 2000 HT27            | 28 квітня 2000 | Сокорро (Нью-Мексико)       | LINEAR                      |
| (56525) 2000 HY31              | 2000 HY31            | 29 квітня 2000 | Сокорро (Нью-Мексико)       | LINEAR                      |
| (56526) 2000 HP35              | 2000 HP35            | 27 квітня 2000 | Сокорро (Нью-Мексико)       | LINEAR                      |
| (56527) 2000 HF36              | 2000 HF36            | 28 квітня 2000 | Сокорро (Нью-Мексико)       | LINEAR                      |
| (56528) 2000 HF44              | 2000 HF44            | 26 квітня 2000 | Станція Андерсон-Меса       | LONEOS                      |
| (56529) 2000 HY44              | 2000 HY44            | 26 квітня 2000 | Станція Андерсон-Меса       | LONEOS                      |
| (56530) 2000 HK45              | 2000 HK45            | 26 квітня 2000 | Станція Андерсон-Меса       | LONEOS                      |
| (56531) 2000 HF48              | 2000 HF48            | 29 квітня 2000 | Сокорро (Нью-Мексико)       | LINEAR                      |
| (56532) 2000 HB50              | 2000 HB50            | 29 квітня 2000 | Сокорро (Нью-Мексико)       | LINEAR                      |
| (56533) 2000 HY50              | 2000 HY50            | 29 квітня 2000 | Сокорро (Нью-Мексико)       | LINEAR                      |
| (56534) 2000 HH52              | 2000 HH52            | 29 квітня 2000 | Сокорро (Нью-Мексико)       | LINEAR                      |
| (56535) 2000 HT52              | 2000 HT52            | 29 квітня 2000 | Сокорро (Нью-Мексико)       | LINEAR                      |
| (56536) 2000 HO53              | 2000 HO53            | 29 квітня 2000 | Сокорро (Нью-Мексико)       | LINEAR                      |
| (56537) 2000 HQ53              | 2000 HQ53            | 29 квітня 2000 | Сокорро (Нью-Мексико)       | LINEAR                      |
| (56538) 2000 HF54              | 2000 HF54            | 29 квітня 2000 | Сокорро (Нью-Мексико)       | LINEAR                      |
| (56539) 2000 HT58              | 2000 HT58            | 25 квітня 2000 | Станція Андерсон-Меса       | LONEOS                      |
| (56540) 2000 HC61              | 2000 HC61            | 25 квітня 2000 | Станція Андерсон-Меса       | LONEOS                      |
| (56541) 2000 HR61              | 2000 HR61            | 25 квітня 2000 | Станція Андерсон-Меса       | LONEOS                      |
| (56542) 2000 HJ63              | 2000 HJ63            | 26 квітня 2000 | Станція Андерсон-Меса       | LONEOS                      |
| (56543) 2000 HT64              | 2000 HT64            | 26 квітня 2000 | Станція Андерсон-Меса       | LONEOS                      |
| (56544) 2000 HB65              | 2000 HB65            | 26 квітня 2000 | Станція Андерсон-Меса       | LONEOS                      |
| (56545) 2000 HK65              | 2000 HK65            | 26 квітня 2000 | Обсерваторія Кітт-Пік       | Spacewatch                  |
| (56546) 2000 HF66              | 2000 HF66            | 26 квітня 2000 | Станція Андерсон-Меса       | LONEOS                      |
| (56547) 2000 HQ69              | 2000 HQ69            | 26 квітня 2000 | Станція Андерсон-Меса       | LONEOS                      |
| (56548) 2000 HZ74              | 2000 HZ74            | 27 квітня 2000 | Сокорро (Нью-Мексико)       | LINEAR                      |
| (56549) 2000 HZ75              | 2000 HZ75            | 27 квітня 2000 | Сокорро (Нью-Мексико)       | LINEAR                      |
| (56550) 2000 HZ77              | 2000 HZ77            | 28 квітня 2000 | Сокорро (Нью-Мексико)       | LINEAR                      |
| (56551) 2000 HJ78              | 2000 HJ78            | 28 квітня 2000 | Сокорро (Нью-Мексико)       | LINEAR                      |
| (56552) 2000 HL78              | 2000 HL78            | 28 квітня 2000 | Сокорро (Нью-Мексико)       | LINEAR                      |
| (56553) 2000 HL79              | 2000 HL79            | 28 квітня 2000 | Сокорро (Нью-Мексико)       | LINEAR                      |
| (56554) 2000 HF85              | 2000 HF85            | 29 квітня 2000 | Обсерваторія Кітт-Пік       | Spacewatch                  |
| (56555) 2000 HL85              | 2000 HL85            | 30 квітня 2000 | Станція Андерсон-Меса       | LONEOS                      |
| (56556) 2000 HF88              | 2000 HF88            | 27 квітня 2000 | Сокорро (Нью-Мексико)       | LINEAR                      |
| (56557) 2000 HX91              | 2000 HX91            | 30 квітня 2000 | Обсерваторія Галеакала      | NEAT                        |
| (56558) 2000 HK100             | 2000 HK100           | 24 квітня 2000 | Станція Андерсон-Меса       | LONEOS                      |
| (56559) 2000 JN3               | 2000 JN3             | 4 травня 2000  | Сокорро (Нью-Мексико)       | LINEAR                      |
| (56560) 2000 JW6               | 2000 JW6             | 4 травня 2000  | Сокорро (Нью-Мексико)       | LINEAR                      |
| 56561 Джейміномен (Jaimenomen) | 2000 JG7             | 5 травня 2000  | Штаркенбурзька обсерваторія | Штаркенбурзька обсерваторія |
| (56562) 2000 JN7               | 2000 JN7             | 1 травня 2000  | Обсерваторія Кітт-Пік       | Spacewatch                  |
| (56563) 2000 JS8               | 2000 JS8             | 6 травня 2000  | Обсерваторія Ріді-Крик      | Джон Бротон                 |
| (56564) 2000 JY10              | 2000 JY10            | 3 травня 2000  | Сокорро (Нью-Мексико)       | LINEAR                      |
| (56565) 2000 JY12              | 2000 JY12            | 9 травня 2000  | Сокорро (Нью-Мексико)       | LINEAR                      |
| (56566) 2000 JE14              | 2000 JE14            | 6 травня 2000  | Сокорро (Нью-Мексико)       | LINEAR                      |
| (56567) 2000 JQ14              | 2000 JQ14            | 6 травня 2000  | Сокорро (Нью-Мексико)       | LINEAR                      |
| (56568) 2000 JN15              | 2000 JN15            | 9 травня 2000  | Прескоттська обсерваторія   | Пол Комба                   |
| (56569) 2000 JL17              | 2000 JL17            | 5 травня 2000  | Сокорро (Нью-Мексико)       | LINEAR                      |
| (56570) 2000 JA21              | 2000 JA21            | 6 травня 2000  | Сокорро (Нью-Мексико)       | LINEAR                      |
| (56571) 2000 JD22              | 2000 JD22            | 6 травня 2000  | Сокорро (Нью-Мексико)       | LINEAR                      |
| (56572) 2000 JZ23              | 2000 JZ23            | 7 травня 2000  | Сокорро (Нью-Мексико)       | LINEAR                      |
| (56573) 2000 JD24              | 2000 JD24            | 7 травня 2000  | Сокорро (Нью-Мексико)       | LINEAR                      |
| (56574) 2000 JK24              | 2000 JK24            | 7 травня 2000  | Сокорро (Нью-Мексико)       | LINEAR                      |
| (56575) 2000 JX24              | 2000 JX24            | 7 травня 2000  | Сокорро (Нью-Мексико)       | LINEAR                      |
| (56576) 2000 JB25              | 2000 JB25            | 7 травня 2000  | Сокорро (Нью-Мексико)       | LINEAR                      |
| (56577) 2000 JE26              | 2000 JE26            | 7 травня 2000  | Сокорро (Нью-Мексико)       | LINEAR                      |
| (56578) 2000 JJ26              | 2000 JJ26            | 7 травня 2000  | Сокорро (Нью-Мексико)       | LINEAR                      |
| (56579) 2000 JB27              | 2000 JB27            | 7 травня 2000  | Сокорро (Нью-Мексико)       | LINEAR                      |
| (56580) 2000 JG27              | 2000 JG27            | 7 травня 2000  | Сокорро (Нью-Мексико)       | LINEAR                      |
| (56581) 2000 JT27              | 2000 JT27            | 7 травня 2000  | Сокорро (Нью-Мексико)       | LINEAR                      |
| (56582) 2000 JW27              | 2000 JW27            | 7 травня 2000  | Сокорро (Нью-Мексико)       | LINEAR                      |
| (56583) 2000 JH28              | 2000 JH28            | 7 травня 2000  | Сокорро (Нью-Мексико)       | LINEAR                      |
| (56584) 2000 JQ29              | 2000 JQ29            | 7 травня 2000  | Сокорро (Нью-Мексико)       | LINEAR                      |
| (56585) 2000 JZ29              | 2000 JZ29            | 7 травня 2000  | Сокорро (Нью-Мексико)       | LINEAR                      |
| (56586) 2000 JK31              | 2000 JK31            | 7 травня 2000  | Сокорро (Нью-Мексико)       | LINEAR                      |
| (56587) 2000 JL31              | 2000 JL31            | 7 травня 2000  | Сокорро (Нью-Мексико)       | LINEAR                      |
| (56588) 2000 JS32              | 2000 JS32            | 7 травня 2000  | Сокорро (Нью-Мексико)       | LINEAR                      |
| (56589) 2000 JH33              | 2000 JH33            | 7 травня 2000  | Сокорро (Нью-Мексико)       | LINEAR                      |
| (56590) 2000 JY35              | 2000 JY35            | 7 травня 2000  | Сокорро (Нью-Мексико)       | LINEAR                      |
| (56591) 2000 JP37              | 2000 JP37            | 7 травня 2000  | Сокорро (Нью-Мексико)       | LINEAR                      |
| (56592) 2000 JF38              | 2000 JF38            | 7 травня 2000  | Сокорро (Нью-Мексико)       | LINEAR                      |
| (56593) 2000 JS38              | 2000 JS38            | 7 травня 2000  | Сокорро (Нью-Мексико)       | LINEAR                      |
| (56594) 2000 JL40              | 2000 JL40            | 11 травня 2000 | Обсерваторія Ріді-Крик      | Джон Бротон                 |
| (56595) 2000 JX40              | 2000 JX40            | 6 травня 2000  | Сокорро (Нью-Мексико)       | LINEAR                      |
| (56596) 2000 JG43              | 2000 JG43            | 7 травня 2000  | Сокорро (Нью-Мексико)       | LINEAR                      |
| (56597) 2000 JO44              | 2000 JO44            | 7 травня 2000  | Сокорро (Нью-Мексико)       | LINEAR                      |
| (56598) 2000 JY46              | 2000 JY46            | 9 травня 2000  | Сокорро (Нью-Мексико)       | LINEAR                      |
| (56599) 2000 JW48              | 2000 JW48            | 9 травня 2000  | Сокорро (Нью-Мексико)       | LINEAR                      |
| (56600) 2000 JK50              | 2000 JK50            | 9 травня 2000  | Сокорро (Нью-Мексико)       | LINEAR                      |